# Bryan Ronald Wilson
Bryan Ronald Wilson   (Leeds, 25 de juny de 1926 - Oxfordshire, 9 d'octubre de 2004) va ser lector honorari de sociologia a la Universitat d'Oxford i president de la Societat Internacional per a la Sociologia de les Religions entre els anys 1971 i 1975.
Eileen Barker, James A. Beckford i Karel Dobbelaere l'han qualificat com a "mestre dels estudis sociològics de la religió al Regne Unit" [trd.]. En efecte, Wilson ha sigut autor de treballs influents en l'àmbit de l'estudi dels nous moviments religiosos, cosa que inclou llibres com ara Sects and Society (1961), Magic and the Millenium (1973) i The Social Dimenions of Sectarism (1990). Per tot això Massiomo Introvigne, director del Centre per l'Estudi de les Noves Religions, l'ha descrit com "un dels sociòlegs més distingits del segle XX" [trd.] i com a científic d'"influència crucial en la sociologia de les religions, no només per les nombroses publicacions, però també per les generacions d'estudiants que ha format" [trd.].

## Biografia
Nascut a Leeds, Bryan Wilson ha passat els seus anys d'estudiant preparant-se a la Universitat de Leicester. Completa el títol en economia a la Universitat de Londres l'any 1952. Continua els seus estudis sota la supervisió de Donald MacRae a la London School of Economics, on l'any 1955 defensa la tesi doctoral Sects and Society l'any 1961. Tesi que ampliarà amb un llibre publicat posteriorment.
Fins a l'any 1962 ocupa el càrrec de professor a la Universitat de Leeds. El mateix any la universitat d'Òxford li concedix l'excel·lència en sociologia. Passa a ocupar diversos càrrecs en esta universitat. Tot just un any després, esdevé membre de l'All Souls College d'Òxford, és a dir, membre de la universitat d'Òxford, institució amb què treballarà a cada cerca de cada sojorn seu a Europa, Amèrica, Àfrica, Àsia o Austràlia.
Entre l'any 1971 i 1975 esdevé president de l'Internacional Society for the Sociology of Religion. Transforma l'òrgan en una veritable associació científica de caràcter internacional.
L'any 1984 la universitat d'Òxford li atorga el títol de doctorat i l'any 1992, en ocasió de la celebració dels cent anys de les ciències socials, la Universitat Catòlica de Louvrain (Bèlgica), li atorga el títol de doctor honoris causa per la seua excel·lent contribució en sociologia de les religions. Rep igualment un doctorat honorífic a la universitat de Soka, Japó.
Tot al llarg de la seua vida, Wilson es va destacar com a gran defensor de les minories religioses.
Mor el 9 d'octubre del 2004 de Parkinson.

## Contribucions
Wilson ha estat membre fundador de l'associació universitària per a la sociologia de les relgions. Del 1971 al 1975 va ser president del CISR, hui conegut sota el nom de Societat Internacional per a la Sociologia de les Religions. A la conferència del 1991 esdevé primer membre a rebre la presidència honorífica de la societat. Fou redactor de la revista per a l'estudi científic de la religió, que compartia responsabilitat de publicació amb Compass Social.
El sociòleg també ha exercit una influència formadora sobre la sociologia de les religions al Regne Unit. Ha aportat grans contribucions, particularment en relació al sectarisme religiós i a la secularització. Els seus articles i treballs fornixen reflexions sobre l'apostasia.
An Analysis of Sect Development, així com el llibre Sect and Society, tots dos publicats l'any 1959, es poden considerar com els fonaments o l'origen dels estudis contemporanis universitaris sobre els nous moviments religiosos, als quals cal afegir Social dimensions of sectarism, publicat l'any 1990. A banda, el seu treball Magic and the Millennium ha estat considerat pioner en l'estudi del mil·lenarisme, fins i tot ben abans que se'n fes ressò.
Wilson ha fet recerca sobre els moviments religiosos minoritaris del Regne Unit, dels EUA, de Ghana, de Kènia, de Bèlgica i del Japó. El seu treball implica la lectura de publicacions sobre estos moviments i, en la mesura del possible, implica la participació dels seus membres amb reunions, etc.
La seua darrera recerca s'ha concentrat en les relacions entre grups religiosos minoritaris, l'estat i la llei.
"Cal recordar igualment que Wilson és campió a la punta de la defensa de la llibertat religiosa al segle xx. Va defensar els nous moviments religiosos i altres minories contra les diverses onades de campanyes internacionals anti-secta, per cap raó més que el seu amor apassionat a la llibertat i la justícia, dins les seues conviccions d'ateu" en dirà Massimo Introvigne a Memoriam: Bryan Ronald Wilson, 1926-2004.
Eileen Barker, James A. Beckford, Karel Dobblelaere l'han qualificat d'"mestre dels estudis sociològics sobre les religions al Regne Unit" [trd.]. Afigen que "milions de persones del món li deuen un enorme deute per l'enriquiment aportat en la comprensió de les societats modernes" [trd.].
Wilson, segons Eileen Barker i la resta d'acadèmics, "va portar una atenció escrupolosa al detall en el marc d'una aproximació extensa de la teòrica, la qual no només instruïx sinó que aclarix i estimula els lectors. És estrany trobar algú ocupat en produir una recerca original que haja estat tant influent a nivell teòric. Les seues conferències i escrits, plens de per menors i subtileses, són models de claredat i elegància".

## Llegat

### El model de classificació de les sectes segons Wilson
A Religious Sects: a Sociological Study, Wilson hi desenvolupa l'any 1970 una classificació pròpia de les sectes religioses, força utilitzada posteriorment.
Les categories que hi empra són:
- conversionistes (conversió interiror)
- revolucionaris (Déu transforma el món)
- introversionistes (ruptura amb el món corromput)
- manipuladors (tècniques d'accés a l'èxit)
- taumatúrgics (intervenció miraculosa de Déu)
- reformistes (reforma voluntària de la consciència)
- utopistes (reconstrucció social a partir de la religió)

Dites categories es basen fonamentalment sobre les relacions dels grups religiosos amb la societat, així com l'eventual refús o integració dels objectes i dles mitjans al grup.

### El procés de laïcització de la societat
Segons les cerques qualitatives i quantitatives de Wilson, la modernitat, la industrialització, les progressos indubatables de la ciència i la tècnica, han portat la societat a laïcitzar-se, cosa que vol dir en la realitat, regelar la religió a un segon pla. Esta ja no té el mateix lloc que d'antuvi ocupava en activitats tant centrals com el treball.
Si estes causes han tret tota la rellevància que tenia la religió com a eina de socialització a la societat, el laïcisme tampoc no l'ha fet desaparèixer. La religió contribuïx hui encara a mantenir l'ordre social. Tanmateix, en conseqüència d'una societat laica, han aparegut formes més plurals de cultura i això s'ha traduït sovint en noves inquietuds que el dogma tradicional no omple. És a dir, el laïcisme ha provocat una fragmentació cultural més gran i del buit deixat n'han nascut sectes religioses.
Les noves formes de religió són dins este marc general un símbol de la destrucció de la societat en tant que procuren ser una forma anti-cultural que rivalitze amb les vies culturals laiques o majoritàries.

## Publicacions de Bryan R. Wilson
- B. R. Wilson, "An Analysis of Sect Development," American Sociological Review 24 (1959): 3-15.
- B. R. Wilson, Sects and Society: A Sociological Study of the Elim Tabernacle, Christian Science, and Christadelphians (Berkeley: Univ. of California Press, 1961).
- B. R. Wilson, Religion in Secular Society (1966).
- B. R. Wilson, editor. Patterns of Sectarianism: Organisation and Religious Ideology in Social and Religious Movements. Heinemann Books on Sociology (Londres: Heinemann Educational Books Ltd, 1967).
- B. R. Wilson, Religious Sects: A Sociological Study (McGraw-Hill, 1970).
- B. R. Wilson, editor. Rationality. Key Concepts in the Social Sciences (Nova York: Harper & Row, 1970).
- B. R. Wilson, Magic and the Millennium (Nova York: Harper, 1973).
- B. R. Wilson, The Noble Savages: The Primitive Origins of Charisma and Its Contemporary Survival (University of California Press, 1975).
- B. R. Wilson, Religion in Sociological Perspective (Oxford: Oxford University Press, 1982).
- B. R. Wilson, The Social Dimensions of Sectarianism: Sects and New Religious Movements in Contemporary Society (Oxford: Clarendon Press, 1992).
- B. R. Wilson and K. Dobbelaere, A Time to Chant: The Sōka Gakkai Buddhists in Britain (Oxford: Clarendon Press, 1994).
- B. R. Wilson and J. Cresswell, New Religious Movements: Challenge and Response (Psychology Press, 1999).